# Southwellina hispida
Southwellina hispida is een soort in de taxonomische indeling van de Acanthocephala (haakwormen). De worm wordt meestal 1 tot 2 cm lang. Ze komen algemeen voor in het maag-darmstelsel van ongewervelden, vissen, amfibieën, vogels en zoogdieren.
De haakworm komt uit het geslacht Southwellina en behoort tot de familie Polymorphidae. Southwellina hispida werd in 1925 beschreven door Harley Jones Van Cleave.